# Nueva Loja
Nueva Loja – miasto w północnym Ekwadorze, stolica prowincji Sucumbíos. Stolica  kantonu Lago Agrio. 

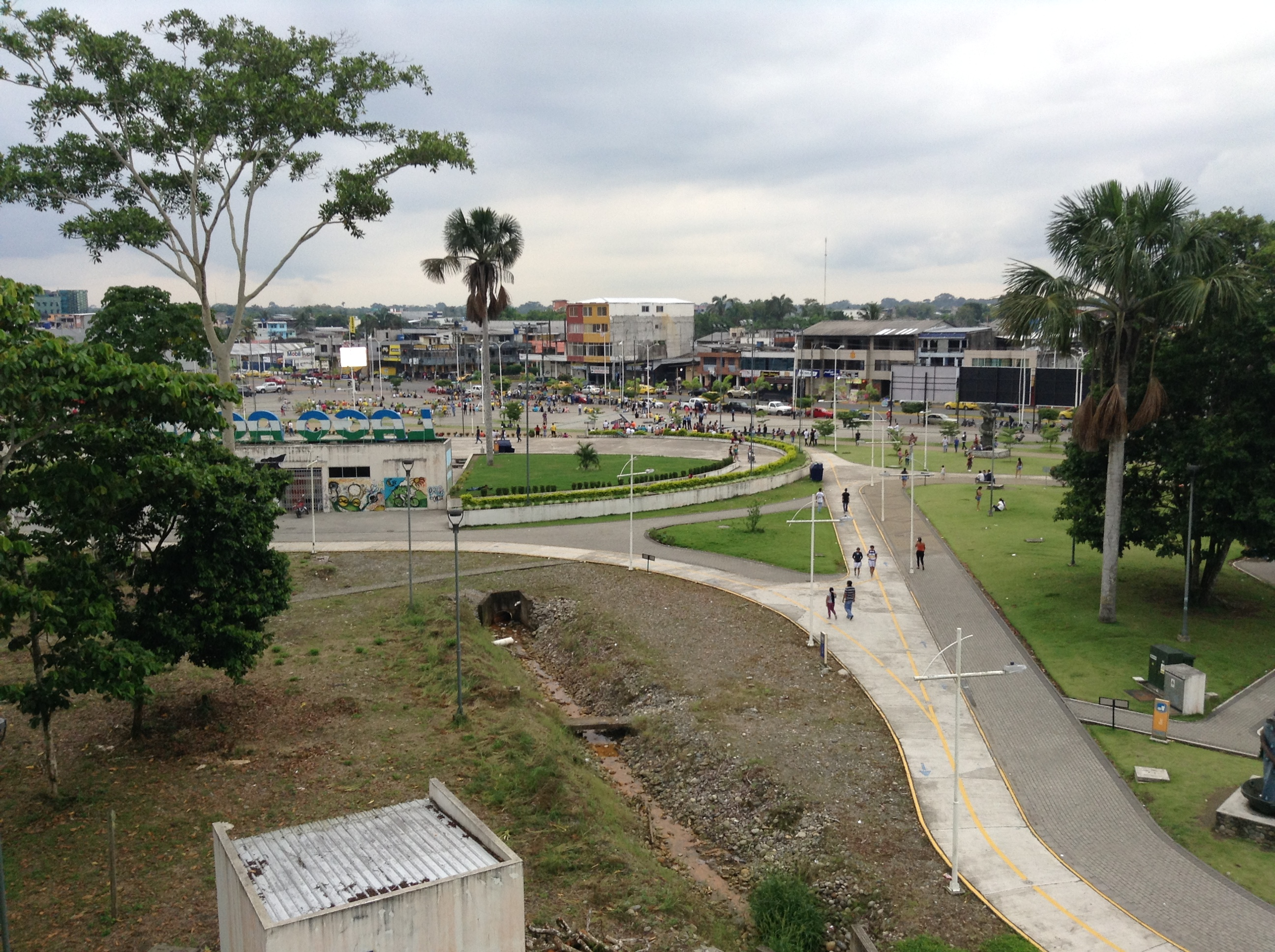
Panorama parku Nueva Loja

## Opis
Miasto zostało założone w 1971 roku,  w pobliżu pól naftowych. W mieście znajduje się krajowy Port lotniczy Lago Agrio. W Nueva Loja znajduje się węzeł drogowy E10, E45 i E45A.